# Henry Bellingham
Sir Henry Campbell Bellingham, född 29 mars 1955 i Cheltenham i Gloucestershire, är en brittisk konservativ politiker. Han var ledamot av underhuset för North West Norfolk mellan 1983 och 1997. Mellan 2001 och 2019 var han på nytt ledamot för valkretsen.